# コンベア880
コンベア880
Convair 880
日本航空のコンベア880
- 用途：旅客機
- 製造者：コンベア
- 運用者

  - トランス・ワールド航空
  - 日本航空
  - 民航空運公司
  - エルヴィス・プレスリー
  - ほか
- 初飛行：1959年1月27日
- 生産数：67
- 運用開始：1960年5月
- 運用状況：全機退役

コンベア880 (アメリカ英語: Convair CV880) は、アメリカの大手航空機製造会社ジェネラル・ダイナミクス社のコンベア部門が、世界最速という触れ込みで開発した中型ジェット旅客機。

## 概要

### コンベア初のジェット旅客機

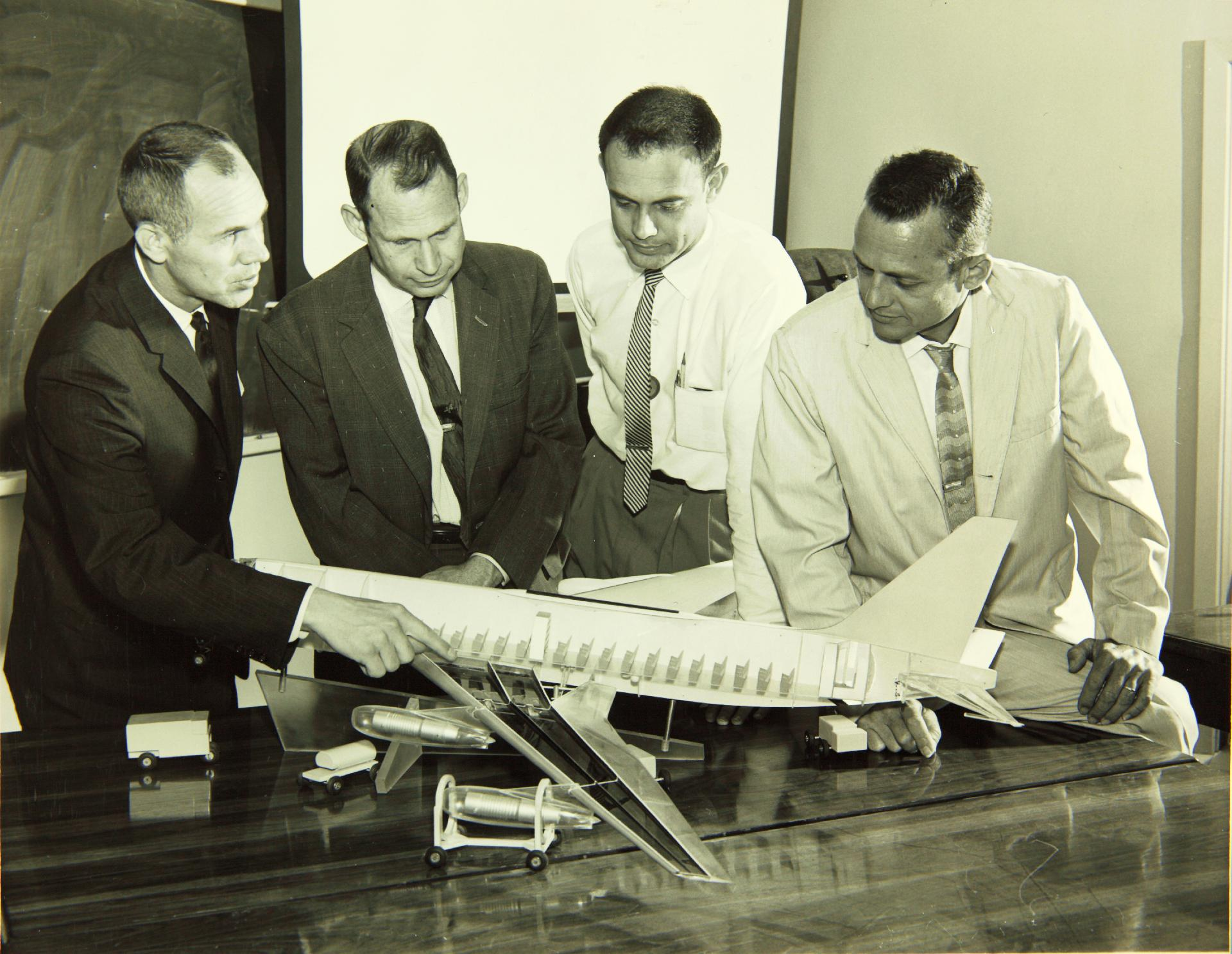
開発時

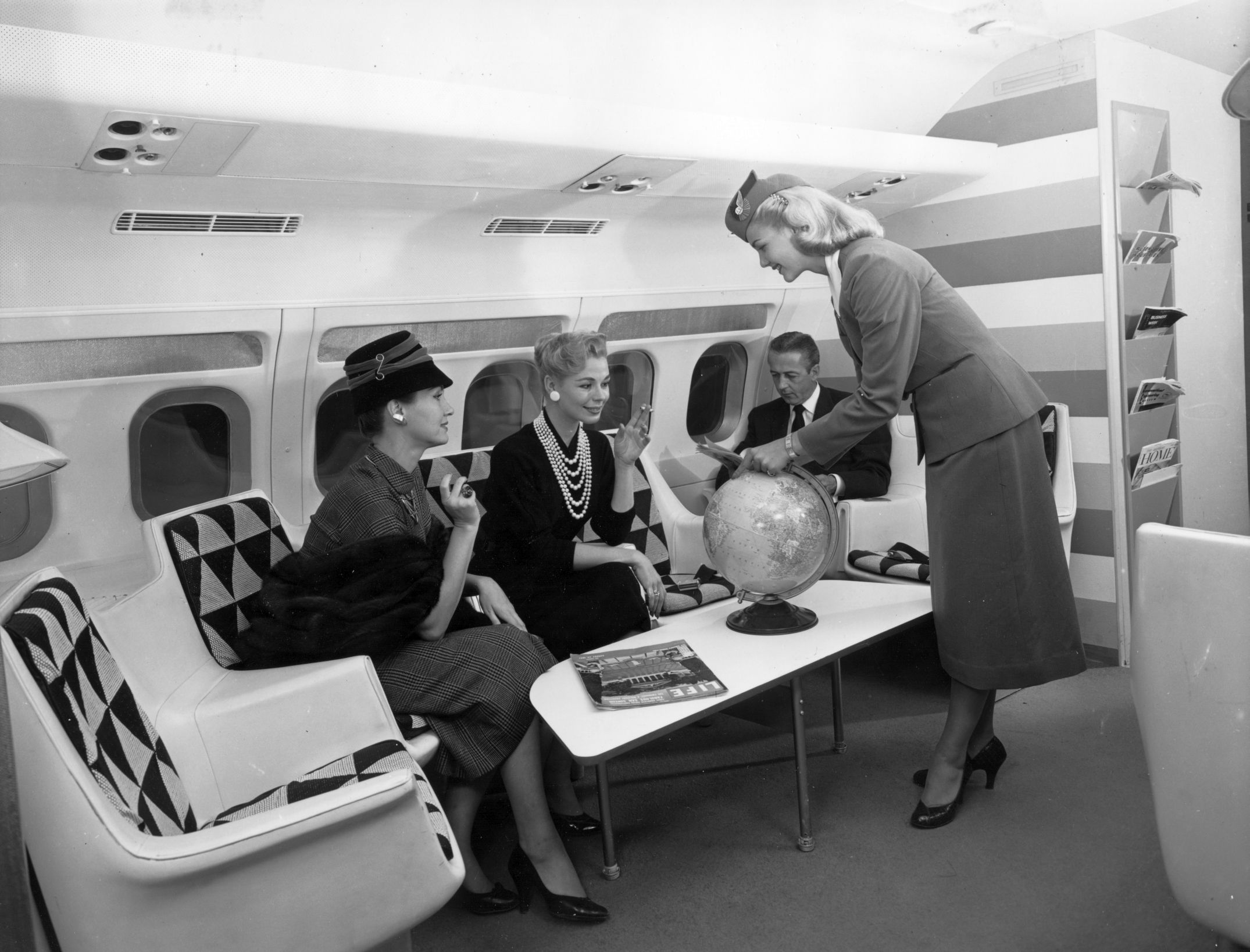
計画時に公開された機内のラウンジ（1958年）

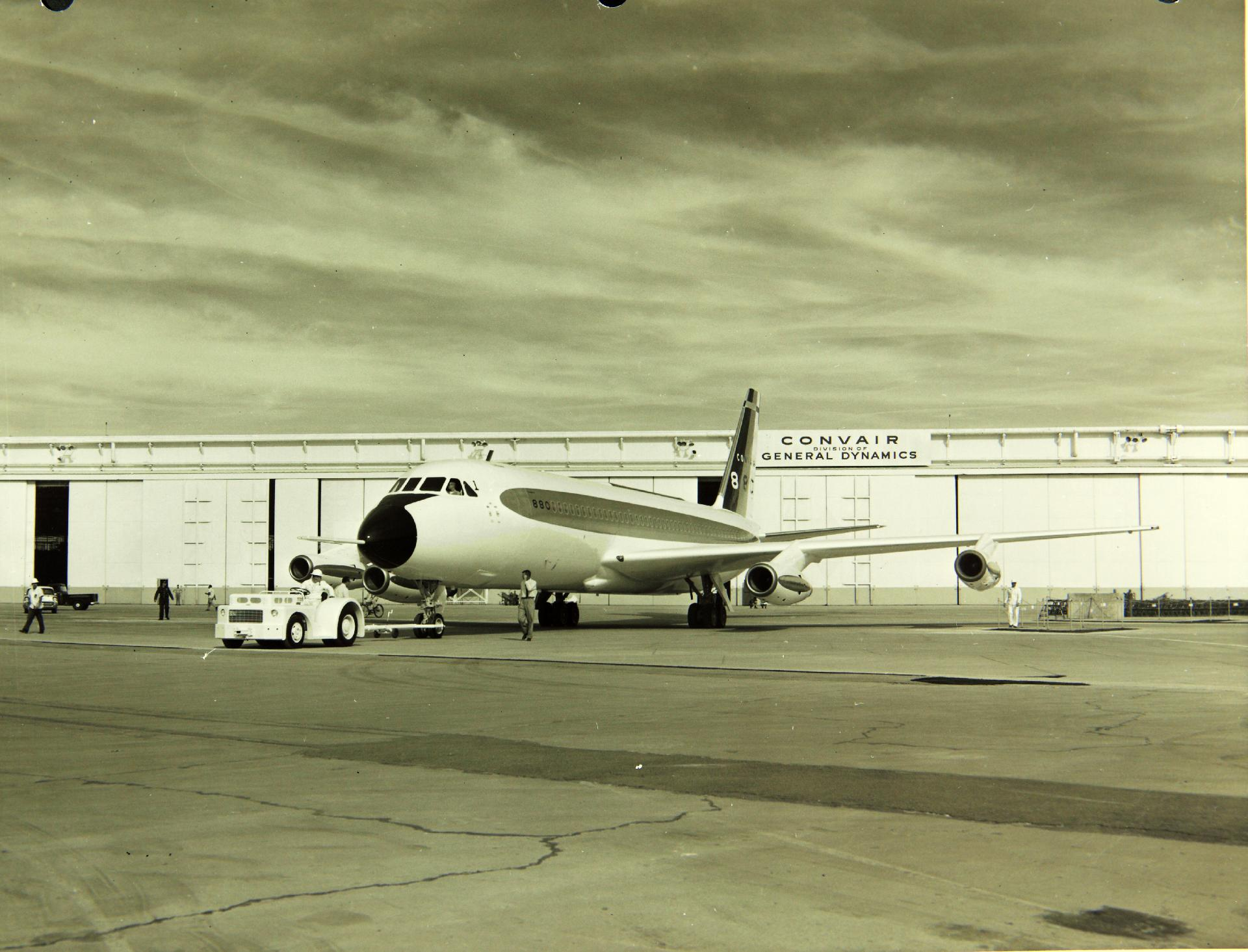
コンベア880の初号機

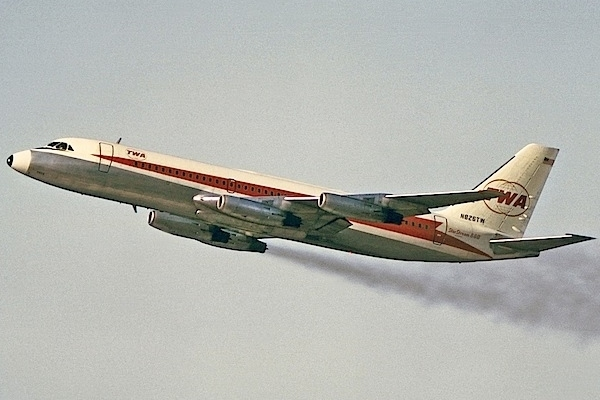
黒煙を出しながら飛行するトランス・ワールド航空のCV-880

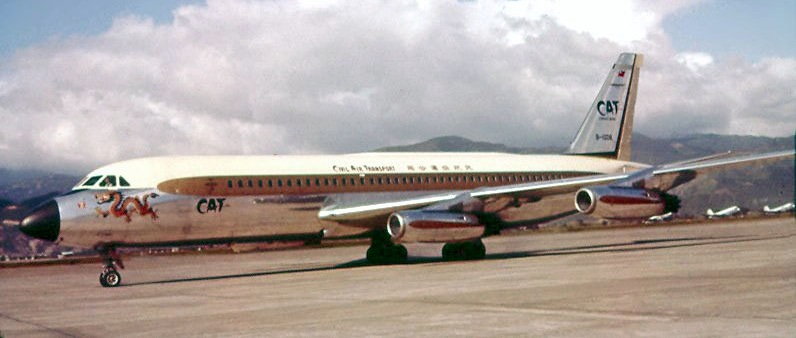
民航航運公司のコンベア880

1940年代以降、民生機部門でCV240やCV440などの小・中型レシプロ機のベストセラーを送り出して来たコンベアが、大手航空会社トランス・ワールド航空(TWA)の実質的オーナーで、数々の奇行でも知られた伝説の大富豪ハワード・ヒューズの強い意向を受けて開発したもので、同社初のジェット旅客機として1952年に計画発表、度重なる仕様変更を経て、1959年1月27日に初飛行した。
ヒューズは当初、永年の付き合いがあり、コンステレーション等で実績のあるロッキードに高速ジェット旅客機の開発を働きかけたが、ロッキードは軍用機の開発生産で繁忙だった上に、過渡的なターボプロップ機のL-188エレクトラに傾注していたため、コンベアに御鉢が回った経緯がある。

### 「世界最速」
先行する競合機ボーイング707、ダグラスDC-8との開発ギャップを埋めるために、同社のF-102、F-106と同様に試作機の製作を省いた「クック・クレイギー・プラン」方式で1959年に-22型の生産がいきなり開始され、当時のジェット旅客機で最速の最大運用限界マッハ数0.89を標榜する「世界最速」をセールスポイントにして開発が進められた。
DC-8にも採用された逆キャンバー翼、超音速軍用機用エンジンと、機体表面を平滑化する接着工法を転用し、経済性が優先される旅客機としては異例の高速性を追求したが、実際には空気抵抗過大で計画値未達に終わり、競争上有意な速度差は示せなかった。
また事前にトランス・ワールド航空から公開された広報写真では、機内にボーイング377のような乗客用のラウンジが設けられると発表されたが、これは採用されなかった。
1960年に最初の機体が完成したが、最初に路線に就航したのは、ローンチカスタマーのトランス・ワールド航空ではなくデルタ航空であった。

### 不評
初期の -22 型は抵抗低減目的で後退翼に必須とされる前縁スラットさえ敢えて排する徹底振りだったが、翼弦35°の鋭い後退角では離着陸時にやはり危険だったため、間もなく前縁スラットを追加して方向舵を全油圧作動とし、パワーアップしたエンジンでペイロードと航続力を増強した -22M（M は Modified = 改良型の意）に取って代わっている。就航中の -22 も全機 -22M 仕様に改造された。
しかも高速化のために採用したゼネラル・エレクトリックCJ-805-3エンジン（同社の超音速戦術爆撃機B-58にも用いられたJ79の簡略版）は小型軽量であったものの軍事機密指定解除が長引いて計画遅延の一因になったばかりでなく、整備が煩雑なうえに製造原価低減目的で高価な耐熱金属の使用量を減じたことが災いしてホットセクションが溶解するトラブルが多発したほか、警報システムの誤作動による緊急着陸も頻発するなど信頼性に乏しかった。さらに、大騒音で黒煙を吐いたことも、ジェット機の大量就航によって空港周辺の騒音問題が各国で注目され始めた矢先であったことから受注の足を引っ張った。
加えて、ライバル機より一回り小型で積載能力が小さく（客席は3-2配置）、高燃費で、電装系やエンジンを中心にマイナートラブルが多く、失速特性に問題があり、低速時に癖の強い操縦性も敬遠されて、就航後エアラインの間で不評が定着してしまった。

### 生産中止
1960年には大幅改良型の -22M に切り替えられたものの、同じ短中距離クラスながらよりキャパシティの大きいボーイング720などと競合して受注は伸びず、さらに改良型のCV990に全面的に生産が移行されたこともあり、1959年から1962年までのCV880の累計生産数はわずか67機に留まった。なお生産機の約半数がローンチカスタマーのトランス・ワールド航空に納入された。
また、デルタ航空や日本航空など、新造機を導入したいずれの航空会社もこのようなトラブルの多さと中途半端なキャパシティを嫌って改良型のコンベア990に発注を振り替えたりキャンセルしたうえに数年でダグラスDC-8などに買い替えを進め、それらの機体は格安な中古機としてキャセイパシフィック航空などに引き取られていった。
その後もボーイング707やダグラスDC-8のように貨物機に改装されることもほとんど無く、その後1980年代中盤には全ての航空会社から退役し、1995年を最後に現在現役の機材はない。
しかし下記の経緯から、日本では馴染み深い機種である。またロックンロール界のスーパースター、エルヴィス・プレスリーが自家用機として愛用したことでも有名となった。

### 展示

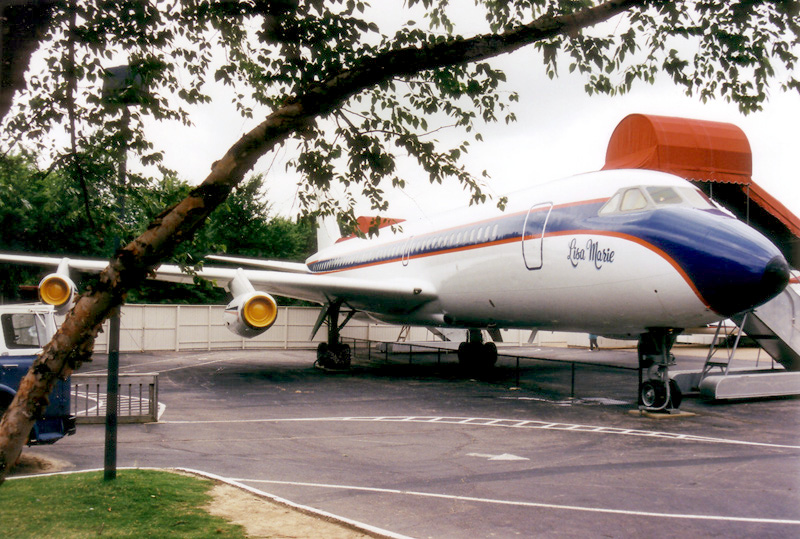
プレスリーの自宅グレイスランドに保存されているコンベア880「リサ・マリー」号

第二次世界大戦後に開発、就航した民間機としては驚異的な事故喪失率を記録した上、退役も早かったため、残存機のほとんどがモスボール状態で放置、あるいはスクラップにされた。
現在、アメリカにCV880機が、スイスにCV990機が1機ずつ完全な状態で静態保存され一般公開されている。アメリカにおいて静態保存されているのはエルヴィスの自家用機「リサ・マリー」号（N880EP、デルタ航空の機体を1975年に購入、没後の1979年に抹消）で、エルヴィスの故郷メンフィス市にある自宅「グレースランド」で展示中である。スイスにおける保存機は　ルツェルンにあるスイス交通博物館の屋外展示スペースに旧スイス航空のCV990(HB-ICC)が展示されている。
また、カリフォルニア州のモハーヴェ空港にCV990がほぼ完全な形で保管されている。また、同空港内にCV880がエンジンや胴体の一部が欠落した状態で数機保存、もしくは放置されているが一般公開はされていない。
なお、日本においては交通博物館には本機のエンジン、ゼネラル・エレクトリックCJ805が展示されていた。日本における数少ないコンベア880の遺物だが、同館が2006年5月14日に閉館したため成田の航空科学博物館に移管された。

### コンベア990

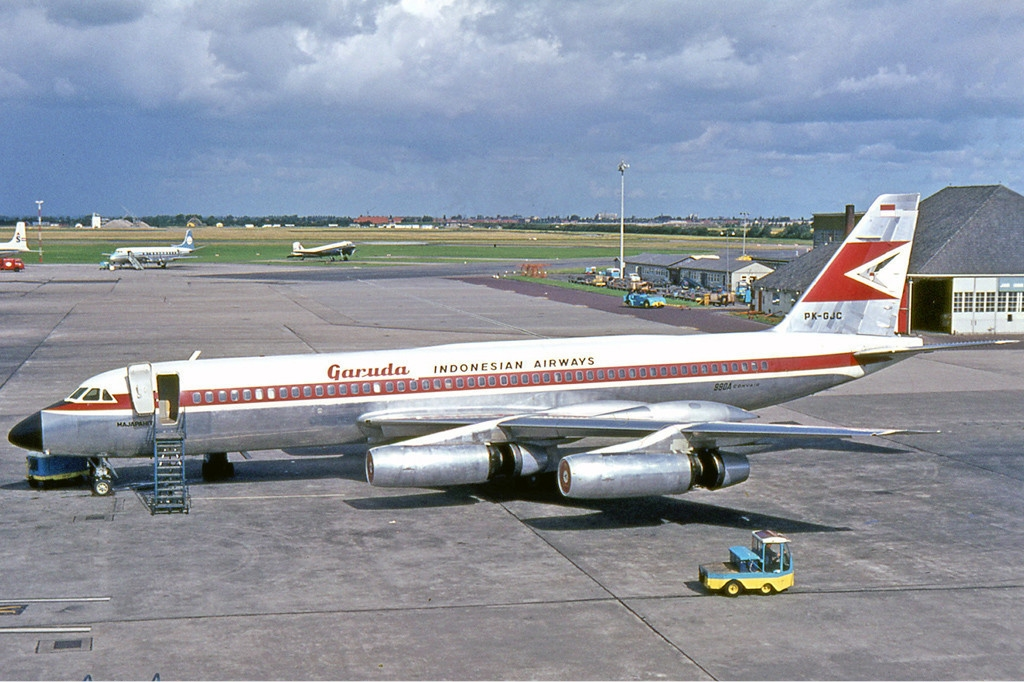
ガルーダ・インドネシア航空のコンベア990

1961年には、エンジンを簡易ターボファン化したCJ-805-23Bに換装し、空力的洗練を加えたストレッチ型のCV990（愛称：コロナード）にモデルチェンジした。
コンベアはCV990でもCV880を上回る高速性をアピールし、アメリカン航空やスイス航空、ヴァリグ・ブラジル航空などCV880のユーザーを中心に売り込んだが、1960年代中盤には短中距離用ジェット機として効率に優れるボーイング727やダグラス DC-9、中長距離用にはダグラスDC-8の延長型スーパー60シリーズやボーイング707-320Bが予定されるなど性能向上した競合機が待ち構える中で、わずかな大型化と高速化を施しただけで抜本的な改良を受けなかったCV990は前作の悪評を覆すに至らぬまま、1963年には早々と生産終了に追い込まれた。
熟成不十分なまま市場に投入されたCV880と、それに続くCV990の商業的失敗が、それまで好調であった老舗コンベア凋落の直接原因になったと指弾されることが多い。

## スペック
- 全長: 39.42m
- 全幅: 36.58m
- 全高: 11m
- 座席数: 最大110席
- エンジン:ゼネラル・エレクトリック CJ-805-3 ターボジェットエンジン 4基
- 航続距離: 5120km
- 巡航高度: 10,700m

## ユーザー（一部）
- 日本航空
- 日本国内航空

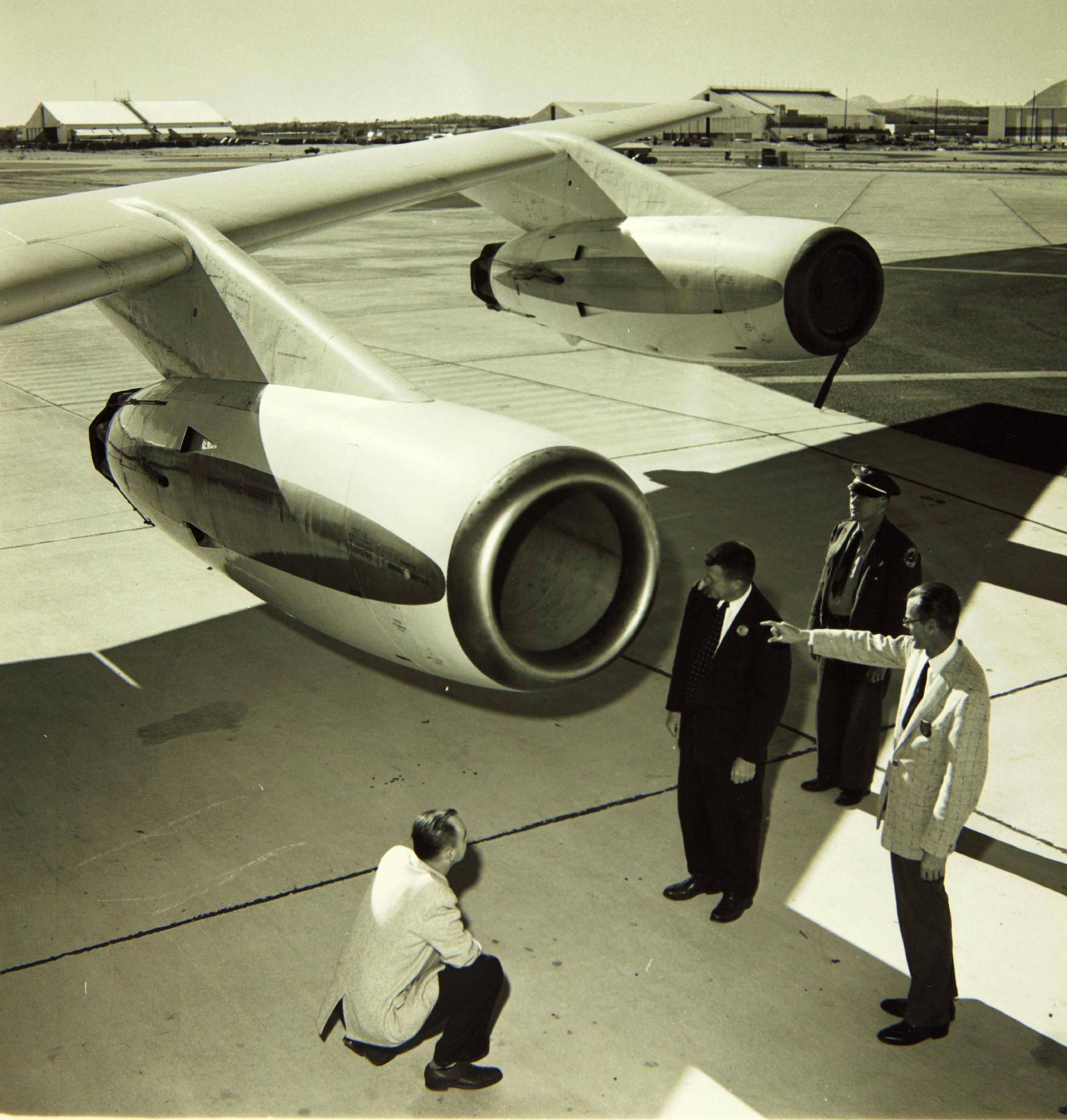
ゼネラル・エレクトリック CJ-805-3エンジン

- 民航空運公司 c/n44 1961-1968　その後キャセイ・パシフィック航空へ売却
- キャセイパシフィック航空（中古のみ）
- トランス・ワールド航空
- アメリカン航空
- デルタ航空
- アラスカ航空
- ヴァリグ・ブラジル航空
- VIASAベネズエラ航空
- スイス航空
- KLMオランダ航空
- エルヴィス・プレスリー
- アメリカ合衆国海軍 （UC-880の非公式名で知られる）

## 日本のコンベア880

### 国内線初のジェット機

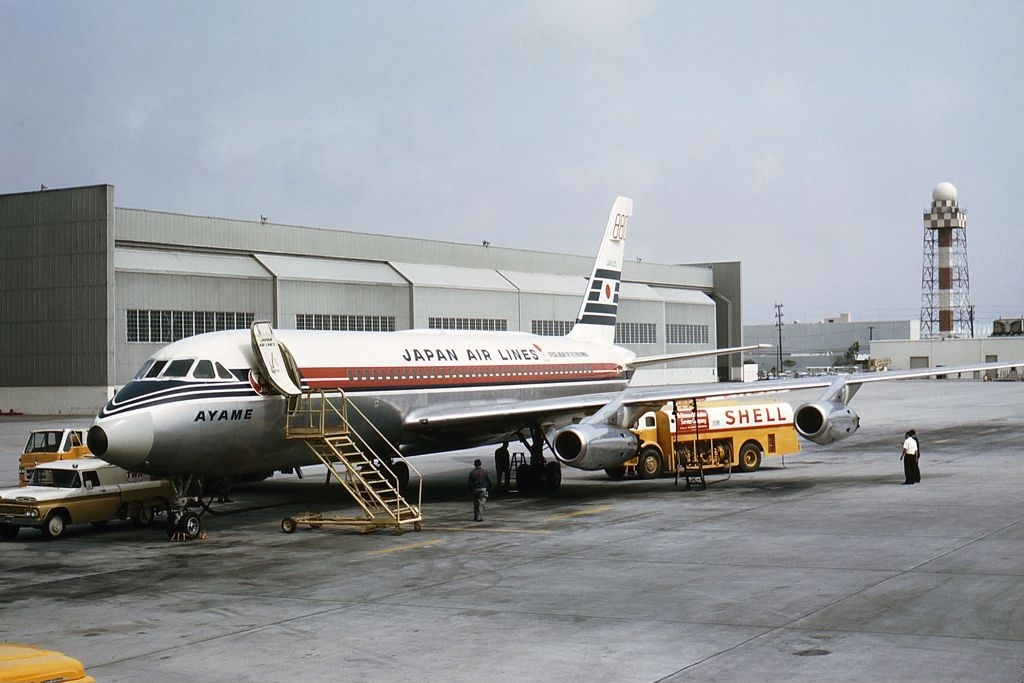
「東京オリンピックオフィシャルエアライン」のロゴが書かれた日本航空のCV880（JA8025）

日本では日本航空（JAL）が8機、日本国内航空（JDA：のちに日本エアシステムなどへの名称変更を経て最終的に日本航空に吸収合併）が1機のCV880-22Mを購入した。日本航空は、まだダグラスDC-8を投入するほどの需要はないと考えられていた東南アジア路線向けにDC-8-30型機よりサイズの小さい機材の導入を検討した結果、CV880が妥当として1960年（昭和35年）4月に発注した。
国内幹線では4発レシプロ機DC-4系を、東南アジア線などを近距離国際線ではDC-4の後継機のDC-6を主力として運用していた日本航空だったが、国内幹線ではビッカース バイカウントを投入した全日空、近距離国際線では1959年（昭和34年）5月にターボプロップ機のロッキード L-188を導入したキャセイパシフィック航空に対して一時的に劣勢を強いられていたこともあり、まず1961年9月に3機を東京-札幌線で国内線初のジェット機（愛称「ジェットアロー」）として導入し、続いて他の東南アジア路線や国内幹線、さらに南回りヨーロッパ線へと順次航路拡大した。

### 短い活躍期間

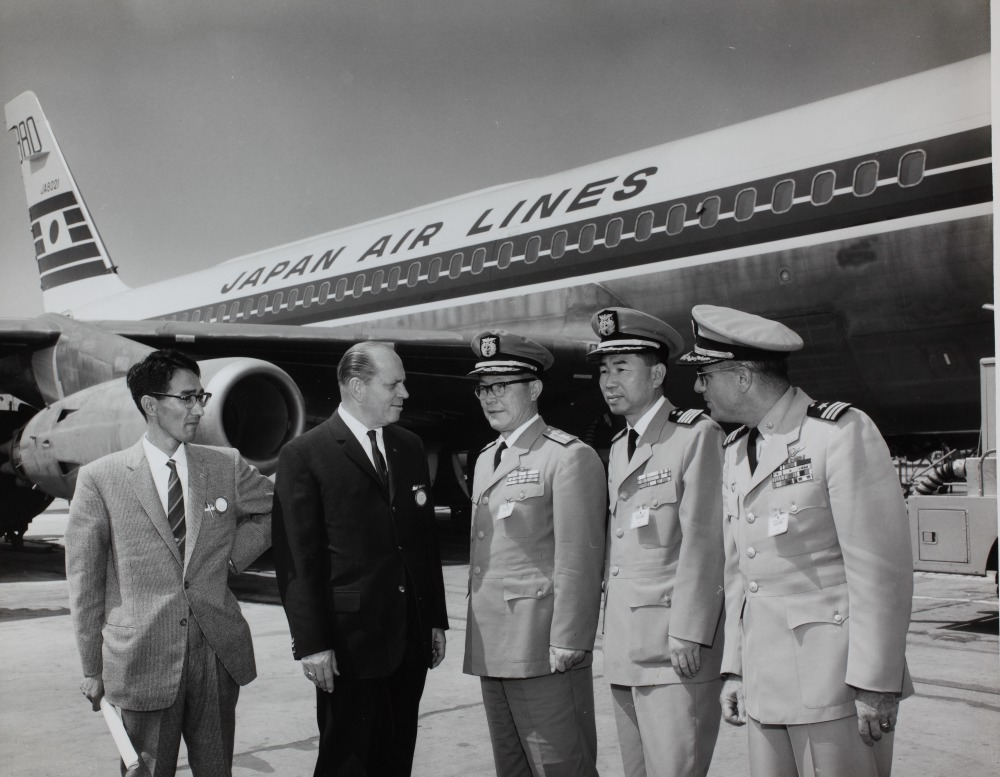
日本航空のCV880

最新型のジェット旅客機であり、また国内線では最初のジェット旅客機であることから高い人気を誇り、瞬く間に競合他社から乗客をもぎ取ったが、前述の通りエンジンや電装系を中心にトラブルが多く、操縦性にも癖があって「じゃじゃ馬」と言われるほど扱いにくく、経済性に劣り騒音も過大なため、現場から嫌われた。
また高度経済成長下で急激に伸びつつあった需要に対応するにはキャパシティが小さく、さらに訓練飛行中の墜落事故で3機を喪失、1機を小破した驚異的な事故率も加わって、DC-8の国内線への導入やボーイング727の受領開始に伴い運用縮小し、2機が1970年にキャセイに売却された他は、1970年10月31日の国内線運用をもって全機退役した。

残余4機は、ちょうど本機と入れ違いに導入されたボーイング747の13-16号機の発注条件で「下取り」という形で1機につき75万ドルでボーイング社が引き取り1971年4月までに全機が離日し、航空機リース会社のIALに転売された後、その全てがキャセイパシフィック航空で運航された。

日本航空のCV880には植物の愛称が付けられていたが、日本国内航空からのリース機であった「銀座」号は変更前に喪失したため、そのままであった。なお、後に導入したボーイング737-400にも花の愛称が与えられたが（JALエクスプレス移管時に消滅）、いわゆるゲン担ぎからCV880で使われた愛称は除外されている。
| 運航機   | 機体記号 | 型式       | 製造番号  | 愛称   | 受領年月日                          | 備考 |
| -------- | -------- | ---------- | --------- | ------ | ----------------------------------- | --- |
| 1号機    | JA8021   | CV-880-22M | 22-7-5-57 | SAKURA | 1961年1月21日                       | JALラストフライト機。1971年4月28日売却抹消 →N5865→N1RN→N5865 1976年12月16日にマイアミで大破後、1981年まで消防訓練教材 |
| 2号機    | JA8022   | CV-880-22M | 22-7-6-58 | MATSU  | 1961年9月1日                        | 1970年1月7日売却抹消→VR-HGF(CX)                                                                                       |
| 3号機    | JA8023   | CV-880-22M | 22-7-7-59 | KAEDE  | 1961年9月8日                        | 1965年2月27日 壱岐空港で訓練中墜落、抹消                                                                              |
| 4号機    | JA8024   | CV-880-22M | 22-7-8-60 | KIKU   | 1962年6月7日                        | 1970年6月26日売却抹消→VR-HGG(CX)                                                                                      |
| 5号機    | JA8025   | CV-880-22M | 22-7-9-61 | AYAME  | 1962年6月7日                        | 1971年4月7日売却抹消→N5866→N4339D                                                                                     |
| 6号機    | JA8026   | CV-880-22M | 22-00-46M | YANAGI | 1963年7月3日                        | 1971年3月29日売却抹消→N5858→N54CP                                                                                     |
| 7号機    | JA8027   | CV-880-22M | 22-00-48M | SUMIRE | 1963年3月1日                        | 1969年4月4日 大阪空港でオーバーラン事故を起こし小破 1971年4月12日売却抹消→N5863→FAAで火災実験に供用                   |
| 8号機    | JA8028   | CV-880-22M | 22-00-49M | KIKYO  | 1963年3月22日                       | 1969年6月28日 アメリカ・ワシントン州モーゼスレイクで訓練中墜落全損                                                    |
| リース機 | JA8030   | CV-880-22M | 22-00-45M | 銀座   | 1966年7月1日 日本国内航空からリース | 元スイス航空HB-ICM（1961年製） 1966年（昭和41年）8月26日、羽田空港で訓練中墜落全損                                    |

### 日本乗り入れ機

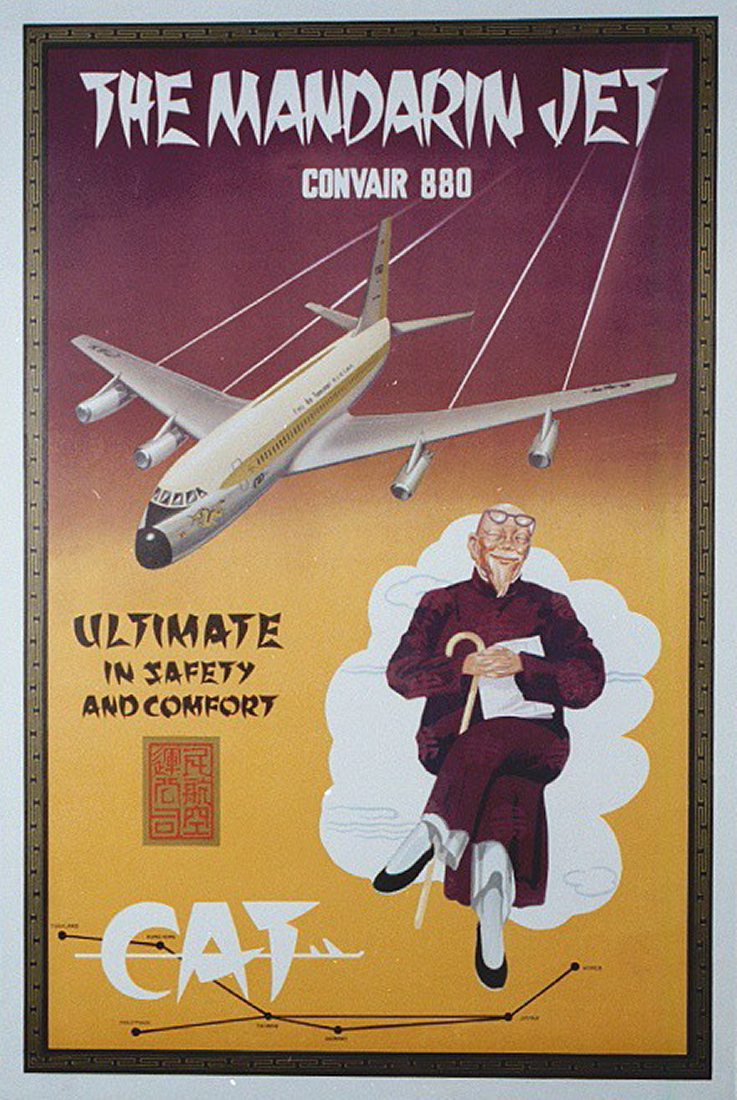
民航空運公司のCV880のポスター

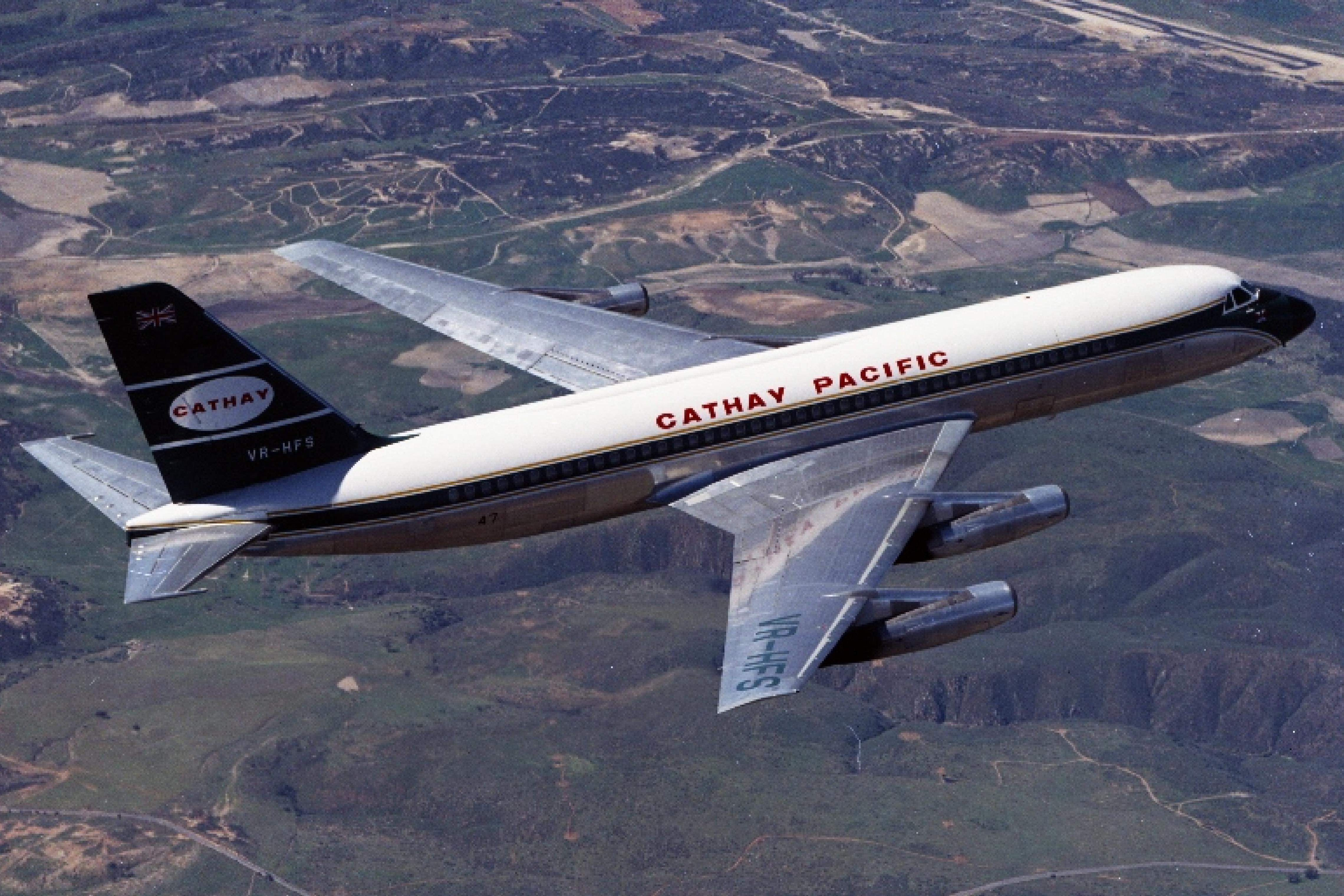
キャセイパシフィック航空のCV880

1960年代から1970年代にかけて、中華民国の民航空運公司（CAT）、香港のキャセイパシフィック航空やスイス航空（現・スイス インターナショナル エアラインズ）等が、日本への乗り入れ機材として使用した。なお、ガルーダ・インドネシア航空が一時的に乗り入れ機材として使用していたこともある。

この中でも、特に民航空運公司が台北-東京線で用いた機体（登録記号:B-1008）は、黄金色で中華風の派手な機体塗装と特別仕様のキャビン・インテリア装飾を施し、“マンダリンジェット”の愛称で一般にも親しまれた。中華民国で郵政事業を行う中華郵政は同機を描いた郵便切手を複数回発行しており、航空切手には同機の姿を見ることができた。また、1961年の中華民国における民間航空40周年記念切手には青天白日旗を背景に同機が飛行する姿が描かれており、同国のフラッグキャリアのシンボルという位置づけであったことが窺える。1968年にボーイング727型機に更新したことから、同機はキャセイパシフィックに引き取られた。

キャセイでは1970年代前半に延べ9機の中古のCV880型を運用している。同社は香港啓徳空港をハブとして東南アジア定期路線を展開していたが、その需要と将来予想については日本航空と同様の判断をしていた。現行レシプロ4発機とロッキード L-188からの後継機検討ではカンタス航空が採用したボーイング707-138型かボーイング720型を候補としたが新造機では価格面で折り合いが付かなかった。引き続き代替案を模索するなか、同社の要求キャパシティに近い機材として、CV880型の中古（日本航空やアラスカ航空、VIASAの使用していたもの）が安価で放出されていたことから導入が決まった。ところが就航中に2機が香港で離陸失敗事故を起こしたほか、1機を航空テロで喪失している。キャセイが1960年代後半に予想した旅客需要を大幅に上回り、より大型機が求められたこと、乗入れ先ではCV880やCV990型の運行退役が進み、提携先の点検補修サービス料が高額化したこと等、から1972年後継機としてボーイング707-320系中古機を導入したことに伴って1974年に徐々に定期便から退役し、1975年中に全機が新造ボーイング707型に、下取りの形で売却引取りされた。日本航空と同様に活躍期間は短く、キャセイからの退役後は再び民間定期路線で使われることはなかった。

CV880はエンジン騒音が大きいうえに黒煙を曳いたため、日本航空やキャセイの所属機が乗り入れていた伊丹空港で生活環境に及ぼす公害だとして裁判にまで発展した騒音問題では特に槍玉に挙げられた。
なお、CV880を運用していたトランス・ワールド航空（当時アメリカ占領下の沖縄のみ乗り入れ）、ヴァリグ・ブラジル航空やKLMオランダ航空などは、日本乗り入れ機材にボーイング707やダグラスDC-8などを使用しており、定期便でのCV880の乗り入れ実績はない。1970年代末までに、すべての航空会社がCV880での日本国内への乗り入れを終了している。

### 事故
1965年に壱岐空港、1966年に羽田空港、1969年にアメリカ・モーゼスレイクのグラントカウンティ空港で、いずれも訓練中の離陸時に墜落事故を起こしているが、有責旅客死傷者はない。なお、羽田空港とグランドカウンティ空港の事故はいずれもワン・エンジン・クリティカル・カット・アウト（離陸時風下外側一発故障停止）の訓練中に起きたもので、外側エンジン一発を停止した途端に急激な片滑りを起こして滑走路を逸脱する、というまったく同じ態様の事故であった。羽田空港で離陸失敗事故を起こしたのは日本国内航空の所有機で、同社のボーイング727と共に認可路線ごと日本航空にリースされたものであったが、日本航空の塗装に変更される前に事故を起こしたため、事故直後の報道では混乱する一幕もあった。